# 向島 (佐賀県)
向島（むくしま）は、東松浦半島西部、佐賀県唐津市に所在する、玄界灘に位置する島。

## 概要
- 面積 - 約0.30km2
- 人口 - 51人、23世帯（2021年11月）

文禄年間の頃、松浦の有力豪族だった波多氏が、豊臣秀吉の朝鮮出兵の際に命令に背いたとして所領を没収され追放された際、一族の一派が移り住み、定住が始まった。
明治時代は玄海町普恩寺の領有であった。
主な産業は漁業で、住民の大半が漁業に従事している。民宿が2つあり、釣り人などの観光客も訪れる。島唯一の灯台は1953年に建設され、多くの住民が資材運びなどに協力した。

## 交通
本土の星賀港（唐津市）との間に旅客船「向島丸」が就航しており所要時間は約10分である。
島の南東部に砂浜とフェリー発着所があり、定期船はそこに停泊する。

## 教育
島の学校は肥前小学校向島分校（2012年（平成24年）3月休校）のみ。中学校はなく、本土の肥前中学校に通うこととなる。以前は向島小中学校が置かれていたが廃止・統合された。
小学校に勤務していた秋山忠嗣氏による「最後の小学校」が講談社より発売されている。（2012年03月31日）